# Marion Duval
Pour les articles homonymes, voir Duval.
Marion Duval est une série de bande dessinée française créée par Yvan Pommaux et éditée par Bayard, dont c'est l'une des plus longues séries (29 tomes).

## Genèse et élaboration
Désirant sortir de l'univers animalier propre à l’École des Loisirs, Yvan Pommaux propose dans les années 1980 au bimensuel Astrapi un scénario de bande-dessinée, une « aventure policière sentimentale » avec une héroïne de huit ou neuf ans, scénario immédiatement accepté. 
Le personnage de Marion Duval est inspiré des filles d'Yvan Pommaux. Elle hérite de sa coupe de cheveux définitive au début du tome 3.
La mise en couleurs des huit premiers albums a été assurée par Nicole Pommaux. Yvan Pommaux a écrit les scénarios des épisodes 9 à 17, mais ils ont été dessinés successivement par Philippe Masson (7 albums à partir de 1998) et Louis Alloing à partir du tome 16. Les couleurs ont été prises en charge par Jeanne Pommaux à partir du tome 15. Philippe Poirier a écrit les scénarios des épisodes 18 et 19. Pascale Bouchié a écrit seule le tome 21, puis en coécriture avec Frédéric Rosset les tomes 22 et 23.
Le tome 29, La Couleur des secrets, publié en 2022, constitue l'ultime aventure de Marion Duval. Yvan Pommaux, qui signe entièrement l'album, écrit en guise d'avant-propos : « J'ai souhaité aujourd'hui retrouver mon héroïne, pour finir ce que j'avais commencé, pour boucler la boucle et lui dire au revoir ! »

## Présentation
Marion Duval, l'héroïne, est une jeune fille de neuf ans qui vit à Paris, rue Gustave-Doré avec son père. Sa mère s’appelle Line Berthelot et son père Alexandre est photographe et journaliste au journal Super Hebdo.
Ses parents se sont séparés lorsque Marion avait six mois, sa mère partant vivre en Allemagne et changeant définitivement son identité.
Ses amis — et soupirants — sont Philibert Borisovitch Babakina (dit « Fil ») et Gaël Faou (probablement apparenté à Angelot du Lac selon l'enquête de Marion). Sa meilleure amie s’appelle Victoria, et elle a aussi une amie nommée Aline.
L'intrigue est souvent une enquête policière, menée tambour battant par la jeune héroïne, alliant émotion et quête de la justice.
Quelle que soit l'année de publication de l'album, l'histoire se passe à l'époque de publication, sans vieillissement apparent des personnages, chose fréquente dans la bande-dessinée.

## Albums
Tous les albums sont parus aux éditions Bayard.
1. 1983 : Le Scarabée bleu  (ISBN 2-7470-0394-9)
2. 1984 : Rapt à l'opéra  (ISBN 2-7009-4100-4) (titre de la première édition : La Voix d'Élisa Beauchant)
3. 1985 : Attaque à Ithaque  (ISBN 2-7009-4032-6)
4. 1986 : Un croco dans la Loire  (ISBN 2-7009-4098-9)
5. 1988 : Tempête sur Saint-Roch  (ISBN 2-7009-4109-8) (titre de la première édition : Le Manuscrit de Saint-Roch)
6. 1989 : Un train d'enfer  (ISBN 2-7009-4065-2)
7. 1993 : L'Homme aux mouettes  (ISBN 2-7009-4083-0)
8. 1996 : La Vengeance du prince Melcar  (ISBN 2-7009-4097-0)
9. 1999 : Pleins feux sur le smilodon  (ISBN 2-7009-4107-1) (titre de la pré-publication dans le magazine Astrapi : Silence on tourne)
10. 2000 : SOS éléphants  (ISBN 2-7009-4110-1)
11. 2001 : Traque à Montmartre  (ISBN 2-2277-1507-3)
12. 2002 : Gare au loup  (ISBN 2-7470-0523-2)
13. 2003 : Alerte à la Plantaline  (ISBN 2-7470-0955-6)
14. 2004 : Chantier interdit  (ISBN 2-7470-1271-9)
15. 2005 : Enquête d'amour  (ISBN 2-7470-1791-5)
16. 2006 : Photo fatale ; scénario Yvan Pommaux, dessin Louis Alloing, couleurs Jeanne Pommaux ; 41 p.  (ISBN 978-2747021395)
17. 2008 : Alerte en classe verte ; scénario Yvan Pommaux, dessin Louis Alloing, couleurs Jeanne Pommaux ; 41 p.  (ISBN 978-2747023580)
18. 2009 : Les Disparues d'Ouessant ; scénario Philippe Poirier, dessin Louis Alloing, couleurs Jeanne Pommaux, d'après Yvan Pommaux  ; 41 p.  (ISBN 978-2747027649)
19. 2010 : Un parfum d'aventure ; scénario Philippe Poirier, dessin Louis Alloing, couleurs Jeanne Pommaux, d'après Yvan Pommaux  ; 41 p.  (ISBN 978-2-7470-3064-9)
20. 2011 : La Clandestine ; scénario Yvan Pommaux, dessin Louis Alloing, couleurs Jeanne Pommaux ; 41 p.  (ISBN 978-2-7470-3539-2)
21. 2012 : Mystère au Pré-Chabert ; scénario Pascale Bouchié, dessin Louis Alloing, couleurs Jeanne Pommaux, d'après Yvan Pommaux ; 41 p.  (ISBN 978-2-7470-3978-9)
22. 2013 : La Reine éternelle ; scénario Pascale Bouchié et Frédéric Rosset, dessin Louis Alloing, couleurs Jeanne Pommaux, d'après Yvan Pommaux  (ISBN 978-274704620-6)
23. 2014 : Balactica ; scénario Pascale Bouchié et Frédéric Rosset, dessin Louis Alloing, couleurs Jeanne Pommaux, d'après Yvan Pommaux
24. 2015 : Le Trésor englouti ; scénario Frédéric Rosset, dessin Louis Alloing, couleurs Jeanne Pommaux, d'après Yvan Pommaux
25. 2016 : Jaloux ? Pas du tout ! ; scénario Pascale Bouchié et Frédéric Rosset, dessin Louis Alloing, couleurs Jeanne Pommaux, d'après Yvan Pommaux
26. 2017 : Le Mystère de l'Ankou ; scénario Ben Bessière, dessin Louis Alloing, couleurs Jeanne Pommaux, d'après Yvan Pommaux
27. 2018 : Embrouilles à New York ; scénario Ben Bessière, dessin Louis Alloing, couleurs Jeanne Pommaux, d'après Yvan Pommaux
28. 2019 : Panique mécanique ; scénario Ben Bessière, dessin Louis Alloing, couleurs Jeanne Pommaux, d'après Yvan Pommaux
29. 2022 : La Couleur des secrets / scénario et dessin Yvan Pommaux ; couleurs Nicole Pommaux.  (ISBN 979-10-363-3801-4)

Intégrales
- 2007 : Marion Duval : L'aventure cœur battant  (ISBN 2-7470-2395-8) : intégrale des albums 1 à 4.
- Marion Duval : Intégrale Tome 1 : intégrale des albums 1 à 3
- Marion Duval : Intégrale Tome 2 : intégrale des albums 4 à 6
- Marion Duval : Intégrale Tome 3 : intégrale des albums 7 à 9
- Marion Duval : Intégrale Tome 4 : intégrale des albums 10 à 12
- Marion Duval : Intégrale Tome 5 : intégrale des albums 13 à 15
- Marion Duval : Intégrale Tome 6 : intégrale des albums 16 à 18
- Marion Duval : Intégrale Tome 7 : intégrale des albums 19 à 21
- Marion Duval : Intégrale Tome 8 : intégrale des albums 22 à 24